# Verde-paris
Verde-paris (ou verde de Paris ou ainda verde de Schweinfurt do alemão Schweinfurter Grün) é um composto inorgânico considerado um dos primeiros inseticidas de que se tem notícia. Inicialmente era usado como pigmento verde-esmeralda, sendo quimicamente relacionado com verde de Scheele.
Outros nomes do composto são verde-imperial, verde-esmeralda ou verde-musgo. Em condições normais é um pó verde e sem odor. Para manipula-lo deve-se usar luvas e botas de PVC ou neoprene, óculos de acrílico com proteção lateral e máscara semi-facial com filtro contra vapores orgânicos e aerodispersóides.
Verde-paris é o nome trivial para um composto descoberto em 1808, designado por acetoarsenito de cobre, cuja fórmula química corresponde a 3Cu(AsO2)2.Cu(C2H3O2)2. 
A história curiosa deste composto é que ele começou por ser comercializado em 1814 não como pesticida, mas sim como um mero pigmento para tintas, devido à cor verde intensa que apresentava. 
Só após se atribuir a culpa ao verde-paris pelos envenenamentos de algumas pessoas que pintavam quadros é que o composto foi completamente banido das tintas. Este veneno potente está inserido em inúmeros quadros pintados durante o século XIX.
Apenas em 1867 o verde-paris foi introduzido no combate a pestes, sendo o principal inseticida para combater o escaravelho da batata. Em 1900 era usado em tão larga escala que levou o governo dos Estados Unidos da América a estabelecer a primeira legislação no país sobre o uso de inseticidas.
O composto acabou por ser banido alguns anos depois, devido sua extrema toxicidade para animais mamíferos.